# Ковин Експрес
Ковин Експрес су информативне новине, у приватном власништву, које прате дешавања у ковинској општини, Панчеву и целом Јужном Банату, Смедереву и околини. Власник, оснивач, главни и одговорни уредник је Драган Радовић. Новине излазе једном месечно, обично 15. или 30. у месецу, на српском језику, а објављују се и чланици на језицима националних мањина румунски, мађарски, ромски.
У исто време када је основан лист, постављена је и интернет презентација, као независан портал. Овај портал не прати увек садржај листа, а у његовом се поддомену од 2009. године налази блог „Новинскарска патка“, који такође уређује Драган Радовић.
Први број новине „Ковин Експрес“ изашао је 21. марта 2007. године, а јубиларни 50. број 30. децембра 2011. године.